# Stefano Zanini
Stefano Zanini (Varese, 23 de gener de 1969) és un ciclista italià, ja retirat, que fou professional entre 1991 i 2007.
Bon esprínter, durant la seva carrera esportiva aconseguí més de 30 victòries. Al Giro d'Itàlia guanyà dues etapes, el 1994 i 2001, mentre el 2005 guanyà la classificació final de l'Intergiro. Al Tour de França guanyà l'etapa final de l'edició del 2000. Altres triomfs destacats foren l'Amstel Gold Race de 1996 i la París-Brussel·les de 1998.
Una vegada retirat continuà vinculat al ciclisme com a director esportiu de diferents equips. Des del 2013 és director esportiu de l'equip Astana.

## Palmarès
- 1987
  - 1r al Giro de la Lunigiana
- 1988
  - 1r al Gran Premi Somma
- 1989
  - 1r a la Coppa Collecchio
- 1992
  - 1r a la Coppa Sabatini
  - Vencedor d'una etapa del Giro di Puglia
  - Vencedor d'una etapa de la Volta a Portugal
- 1994
  - 1r al Giro de l'Etna
  - Vencedor d'una etapa del Giro d'Itàlia
  - Vencedor d'una etapa de la Tirrena-Adriàtica
- 1995
  - 1r a la Milà-Torí
  - 1r a la Coppa Bernocchi
  - Vencedor d'una etapa de la Tirrena-Adriàtica
- 1996
  - 1r a l'Amstel Gold Race
  - Vencedor d'una etapa de la Setmana Catalana
  - Vencedor d'una etapa de la Volta a Euskadi
- 1997
  - 1r al Gran Premi Bruno Beghelli
  - Vencedor de 2 etapes de la Volta a Euskadi
- 1998
  - 1r a la París-Brussel·les
  - 1r al Gran Premi Bruno Beghelli
  - Vencedor d'una etapa dels Tres dies de La Panne
- 1999
  - Vencedor d'una etapa de la Volta a la Comunitat Valenciana
- 2000
  - 1r al Circuit Mandel-Lys-Escaut
  - Vencedor d'una etapa del Tour de França
  - Vencedor d'una etapa de la Volta a Suïssa
  - Vencedor d'una etapa de la Volta a Euskadi
- 2001
  - Vencedor d'una etapa del Giro d'Itàlia
  - Vencedor d'una etapa de la Volta a Euskadi
  - Vencedor d'una etapa de la Volta a Eslovènia
  - Vencedor d'una etapa del Giro Riviera Ligure Ponente
- 2002
  - Vencedor d'una etapa dels Tres dies de La Panne
- 2003
  - 1r al Wachovia US Pro Championship
- 2004
  - Vencedor d'una etapa del Tour of Britain
- 2005
  -  1r de l'Intergiro al Giro d'Itàlia

### Resultats al Tour de França
- 1996. Abandona (4a etapa)
- 1998. 73è de la classificació general
- 2000. 80è de la classificació general. Vencedor d'una etapa
- 2001. Abandona (7a etapa)
- 2003. Abandona (9a etapa)
- 2004. 126è de la classificació general
- 2005. Abandona (11a etapa)

### Resultats al Giro d'Itàlia
- 1991. 104è de la classificació general
- 1992. 102è de la classificació general
- 1994. 48è de la classificació general. Vencedor d'una etapa
- 1996. Abandona
- 1991. 104è de la classificació general
- 2001. 93è de la classificació general. Vencedor d'una etapa
- 2005. 111è de la classificació general.  1r de l'Intergiro
- 2007. 134è de la classificació general

### Resultats a la Volta a Espanya
- 1993. 91è de la classificació general
- 1995. Abandona (8a etapa)
- 1996. 64è de la classificació general
- 1997. Abandona (7a etapa)
- 1999. Abandona (10a etapa)